# Athyreus zischkai
Athyreus zischkai — вид жуков-навозников из подсемейства Bolboceratinae. Близкий родственник — Athyreus tribuliformis.

## Распространение
Athyreus zischkai встречается в Боливии, Перу и Амазонке (Бразилия).